# Dinastia Jin (1115-1234)
La dinastia Jin (金, Jīn en pinyin, Anchu en jurtxet), també coneguda com a dinastia Jurtxen, fou fundada pels Wanyan (完顏 Wányán), clan dels jurtxets, els avantpassats dels manxús que establiren la dinastia Qing 500 anys més tard. El nom és a vegades escrit com a Jinn per diferenciar-lo de la dinastia Jin prèvia, el nom de la qual és igual en l'alfabet romànic.

## Història

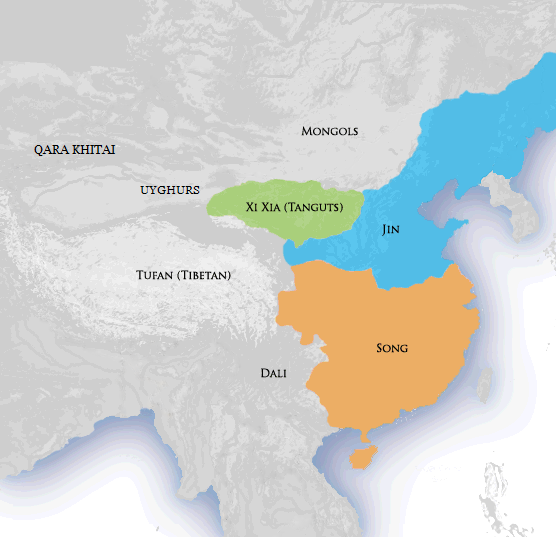
Dinastia Jin (en blau) prop del 1141

A principis de 1114, Wányán Āgǔdǎ, líder del clan Wanyan, al nord de Manxúria va enviar espies al territori de la dinastia Liao i es va preparar per revoltar-se contra el règim dels khitan, que considerava decadent, capturant Ningjiangzhou i derrotant-lo a la batalla de Chuhedian al novembre. El gener de 1115, després d'una sèrie d'èxits militars controlava prou territori i es va proclamar emperador de la Xina establint la dinastia Jin. A l'agost, el seu exèrcit va conquerir la prefectura de Huanglong i va derrotar de nou a Liao a la batalla de Hubudagang. El 1116, Aguda havia completat la conquesta de tota la península de Liaodong. Entre 1119 i 1122, el seu exèrcit va derrotar repetidament les forces Liao i va capturar totes les cinc capitals de la dinastia Liao. La dinastia va ser destruïda el 1125 amb la captura de l'emperador Tianzuo de Liao. Tanmateix, els khitans restants, dirigits per Yelü Dashi (emperador Dezong de Liao), van establir la dinastia Liao occidental o Kara-khitai, que va governar parts de l'Àsia central durant gairebé un segle abans de ser conquerida pels mongols de Khublai Khan, que va establir la dinastia Yuan.
Mort Wányán Āgǔdǎ en 1123, el seu fill i successor Emperador Wányán Wúqǐmǎi (完顏吳乞買) -que havia pres el nom imperial de Tàizōng (太宗)- anihilà amb èxit la dinastia Liao l'any 1125, que havia existit entre Manxúria i la frontera nord de la Xina durant segles, i declara la guerra contra la dinastia Song enviant dos exèrcits. El primer exèrcit jurtxet arriba el gener de 1126 a Taiyuan i posa setge a la ciutat, mentre el segon exèrcit creua el riu Groc en el seu camí cap a Kaifeng, la capital de la dinastia Song. L'emperador Huizong abdica i es retirà cap al sud al mateix temps que el segon exèrcit dels jurchens s'aproximava a la capital i el seu fill Qinzong és entronitzat mentre els jurchens s'apropen a Kaifeng, i hi posen setge fins que l'emperador Song promet pagar una indemnització anual, tanmateix, Qinzong incomplí la seva promesa i ordenà a les forces dels Song que defensessin les prefectures en comptes de fortificar la capital. Dos exèrcits enviats per Qinzong a Taiyuan, Zhongshan i Hejian són derrotats pels jurchens al juny i al desembre, les forces Jin de Wányán Wúqǐmǎi que havien capturat Taiyuan arriben a Kaifeng, que saquejaren el 9 de gener del 1127 i al maig, l'emperador Qinzong, Huizong i els membres de la cort dels Song són fets presoners en un esdeveniment conegut com l'incident de Jingkang i conduïts cap al nord de Manxúria mentre la ciutat era saquejada.
Liu Yu és entronitzat com a emperador de l'estat titella jurchen Qi, i els Song, sota el lideratge de Gaozong, germà de Qinzong continuaren la lluita com a dinastia Song del Sud durant més d'una dècada contra la puixança dels Jin. El juliol de 1129, les tropes Jin van començar a envair el territori Song en quatre direccions: Wanyan Chang des de l'est, Wuzhu des del mig, Wanyan Loushi des de l'oest i altres tropes dirigides per Wanyan Balisu. L'emperador Gaozong va ordenar al canceller Du Chong que abandonés la defensa de Kaifeng, retirant els seus companys soldats al sud del riu Iang-Tsé, i quan les forces Song van derrotar els Jin a la batalla de Huangtiandang en 1130, es van quedar al nord del riu i l'emperador Gaozong va declarar la ciutat de Lin'an com la nova capital temporal de la dinastia, substituint Kaifeng el 1133. Yelü Dashi dels Kara-khitai en 1129 es va annexionar dues tribus Jin però la seva invasió als Jin de 1134 acaba en fracàs.
En 1135 mor l'emperador Taizong de Jin i Hela, net de Taizu de Jin, el succeeix com a emperador Xizong de Jin, i aquell any Qi captura la ciutat de Xiangyang i Yue Fei va comandar una campanya militar que va recuperar gran part del territori ocupat pels Jin. En 1137 els Jin dissolen l'estat Qi i degraden a Liu Yu com a emperador. En 1140 Yue Fei llança una expedició militar reeixida contra els Jin i aconsegueix guanys territorials considerables, però l'emperador Gaozong l'obliga a retirar-se, i l'any següent, que Yue Fei és capturat, comencen les negociacions de pau, que culminen en el Tractat de Shaoxing pel què Song cedí tot el nord de la Xina als Jin el 1142 per obtenir la pau.
En 1150 Xizong fou assassinat pel seu cosí, Hailing Wang, que pujà al tron de Jin i en 1152 traslladà la capital des de Huining Fu, al nord de Manxúria, (al sud de l'actual Harbin) a Zhongdu (l'actual Pequín) i en 1157 ordenà la destrucció del palau de Huining Fu. El 1161, quan Hailing Wang va envair Song del Sud per unificar la Xina sota els Jin, també va enviar agents per assassinar molts dels seus parents i consolidar el seu poder dins del clan imperial, i el seu cosí Wulu, que estava a la llista, va revoltar-se amb el suport de molts oficials i aristòcrates khitans insatisfets amb la política de sinització cultural i centralització administrativa de l'emperador, i el cost humà de l'aventura al sud de l'emperador, que va perdre la batalla de Tangdao i la batalla de Caishi contra la dinastia Song i el 27 d'octubre va ser assassinat pels seus propis oficials descontents i Wulu va convertir-se en el nou emperador Shizong de Jin, que tingué el regnat més llarg i estable entre els emperadors de la dinastia Jin.
A partir de principis del segle XIII, la dinastia Jin va començar a sentir la pressió dels mongols del nord. Genguis Kan va conduir per primera vegada els mongols al territori de Xi Xia el 1205 i el va assolar quatre anys més tard. La dinastia Jin va començar a decaure quan Zhangzong of Jin, successor de Shizong va començar a descuidar els assumptes governamentals i afavorir la seva concubina Li Shi'er i la seva família en càrrecs polítics. Els tàtars mongols que una vegada es van aliar amb la dinastia Jin es van rebel·lar i es van unir al naixent Imperi Mongol i el canceller Han Tuozhou de Song del Sud va intentar aprofitar la incompetència de Zhangzong llançant un atac contra els Jin el 1206, però fou derrotat i els Song es van veure obligats a rescabalar els Jin i executar Han Tuozhou. Zhangzong va morir poc després de la fallida invasió de Song i va ser succeït per Wanyan Yongji, un altre governant incompetent.

L'Imperi Mongol al

El 1211 Gengis Khan, veient l'estat en decadència de la dinastia Jin va llançar una invasió sobre l'Imperi Jin i va començar a absorbir els rebels Khitan i Jurchen. Després de la derrota a la batalla de Yehuling els Jin van abandonar Datong, la capital occidental. L'emperador Xingsheng de Jin va ser assassinat a Zhongdu el 1213 per un dels seus generals, Hushahu, que va prendre el control de la ciutat, que fou assetjada pels mongols durant uns quatre anys. Els mongols van permetre a la dinastia Jin retenir el control de Zhongdu a canvi d'un tribut però l'estiu de 1214, amb les terres del nord de Jin devastades per la pesta i els mongols, l'emperador Xuanzong de Jin va traslladar la capital a Kaifeng al sud. Gengis va veure aquest moviment com una traïció al tractat de pau i es va preparar immediatament per conquerir completament el nord de la Xina i el general mongol Muqali va capturar nombroses ciutats a la península de Liaodong durant l'hivern de 1214-1215, i encara que els habitants de Zhongdu es van rendir a Genghis el 31 de maig de 1215, la ciutat va ser saquejada i saquejada. Quan Genghis va tornar a Mongòlia a principis de 1216, Muqali va quedar al comandament a la Xina, on va fer una campanya brutal però efectiva contra l'inestable Jin fins a la seva mort el 1223.
Després de la mort de Muqali, els jurchen van recuperar la conca del Wei inclosa la plaça forta de Tong-kuan que protegia l'entrada al Honan, i la fortalesa de Ho-tchong al nord del riu Groc, a l'angle sud-oest del Shansi, a més de conservar el Honan a l'entorn de Kaifeng, i Aizong de Jin podia aspirar a mantenir el regne. El 1229, les forces mongoles van ser derrotades a la batalla de Dachangyuan i es va haver d'aixecar el setge de Qingyang i l'any següent, les forces mongoles van ser derrotades de nou a la batalla de Weizhou. El kan Ogodei, tercer fill de Genguis Kan estava enfurismat per les notícies de les derrotes i va convocar a Subotai des del front rus per ajudar en la campanya. El 1231, Ogodei i els seus aliats de la dinastia Song del Sud van reprendre l'ofensiva i van ocupar les viles de la conca del Wei; Ping-leang, Fong-siang i altres; per la campanya del 1232 i al no poder forçar el pas de Tong-Kuan, el van rodejar pel nord-est i sud-oest, mentre Ogodei ocupava Ho-tchong i creuava el riu Groc, el seu germà Tului entrant per territori Song, i d'allí cap a la vall del Wei i l'alt Han, ocupant Han-tchong i descendent al Sichuan per la vall del Kia-ling assolant el districte de Pao-ning i després girant al nord-est per la vall mitjana del Han, entrant a territori Jin al sud de l'Honan pel costat de Nan-yang. Mentre Ogodei després de conquerir Ho-tchong, va travessar el riu Groc i va entrar també a Honan pel nord trobant a l'altre exèrcit a Kiun-tcheu, on pocs dies abans Tului havia derrotat els Jin. Els Jin van oferir una resistència molt forta i els generals es deixaven executar abans que unir-se al conqueridor. Els mongols van ocupar finalment Tong-kuan el març de 1232. Subotai fou encarregat de conquerir Kaifeng, que finalment va ocupar després derrotar el darrer exèrcit Jin a la batalla de Sanfengshan i d'una llarga resistència, el maig del 1233. La ciutat no fou destruïda per consell de Ye-liu Tch'ou ts'ai i la dinastia Jin s'ensorrà el 1234.
El 1616, els manxús que es trobaven sota el lideratge de Nurhaci formaren la dinastia Jin posterior, prenent el seu nom d'aquesta dinastia. La Jin posterior fou reanomenada dinastia Qing el 1636 i continuà la conquesta de la Xina, convertint-se en l'última dinastia de la Xina imperial.

## Sobirans de la dinastia Jin (1115-1234)
| Nom Miao Hao 廟號 miàohào              | Nom pòstum Shi Hao 諡號 shìhào  | Nom de naixement 姓名 xìngmíng                          | Anys Regnat | Nom de l'era Nian Hao年號 niánhào i anys                                |
| -------------------------------------- | ------------------------------- | ------------------------------------------------------- | ----------- | ----------------------------------------------------------------------- |
| Convencional: "Jin" + nom o nom pòstum |                                 |                                                         |             |                                                                         |
| Tàizǔ 太祖                             | [ a ]                           | Wányán Āgǔdǎ 完顏阿骨打                                 | 1115-1123   | Shōuguó 收國 1115-1116 Tiānfǔ 天輔 1117-1123                            |
| Tàizōng 太宗                           | [ b ]                           | Wányán Wúqǐmǎi 完顏吳乞買 Wányán (Shèng o Chéng) 完顏晟 | 1123-1134   | Tiānhuì 天會 1123-1134                                                  |
| Xīzōng 熙宗                            | [ c ]                           | Wányán Hélá 完顏合剌 Wányán Dǎn 完顏亶                  | 1135-1149   | Tiānhuì 天會 1135-1138 Tiānjuàn 天眷 1138-1141 Huángtǒng 皇統 1141-1149 |
| [ d ]                                  | Hǎilíngwáng 海陵王              | Wányán Liàng 完顏亮                                     | 1149-1161   | Tiāndé 天德 1149-1153 Zhènyuán 貞元 1153-1156 Zhènglóng 正隆 1156-1161  |
| Shìzōng 世宗                           | [ e ]                           | Wányán Yōng 完顏雍                                      | 1161-1189   | Dàdìng 大定 1161-1189                                                   |
| Zhāngzōng 章宗                         | [ f ]                           | Wányán Jǐng 完顏璟                                      | 1190-1208   | Míngchāng 明昌 1190-1196 Chéng'ān 承安 1196-1200 Tàihé 泰和 1200-1208   |
| [ g ]                                  | Wèishàowáng 衛紹王 Wèiwáng 衛王 | Wányán Yǒngjì 完顏永濟                                  | 1209-1213   | Dà'ān 大安 1209-1212 Chóngqìng 崇慶 1212-1213 Zhìníng 至寧 1213         |
| Xuānzōng 宣宗                          | [ h ]                           | Wányán Xún 完顏珣                                       | 1213-1223   | Zhēnyòu 貞祐 1213-1217 Xīngdìng 興定 1217-1222 Yuánguāng 元光 1222-1223 |
| Āizōng 哀宗                            | [ i ]                           | Wányán Shǒuxù 完顏守緒                                  | 1224-1234   | Zhèngdà 正大 1224-1232 Kāixīng 開興 1232 Tiānxīng 天興 1232-1234        |
| [ j ]                                  | Mòdì 末帝                       | Wányán Chénglín 完顏承麟                                | 1234        | [ k ]                                                                   |